# Strongylaspis boliviana
Strongylaspis boliviana är en skalbaggsart som beskrevs av Monné M. L. och Santos-silva 2003. Strongylaspis boliviana ingår i släktet Strongylaspis och familjen långhorningar. Inga underarter finns listade i Catalogue of Life.